# San Antonio de Padua
San Antonio de Padua (hiszp. Św. Antoniego z Padwy) – miasto w Argentynie wchodzące w skład zespołu miejskiego Buenos Aires. Według spisu z roku 2001 miasto liczyło 37 755 mieszkańców.
Miasto zostało nazwane na cześć Antoniego Padewskiego.

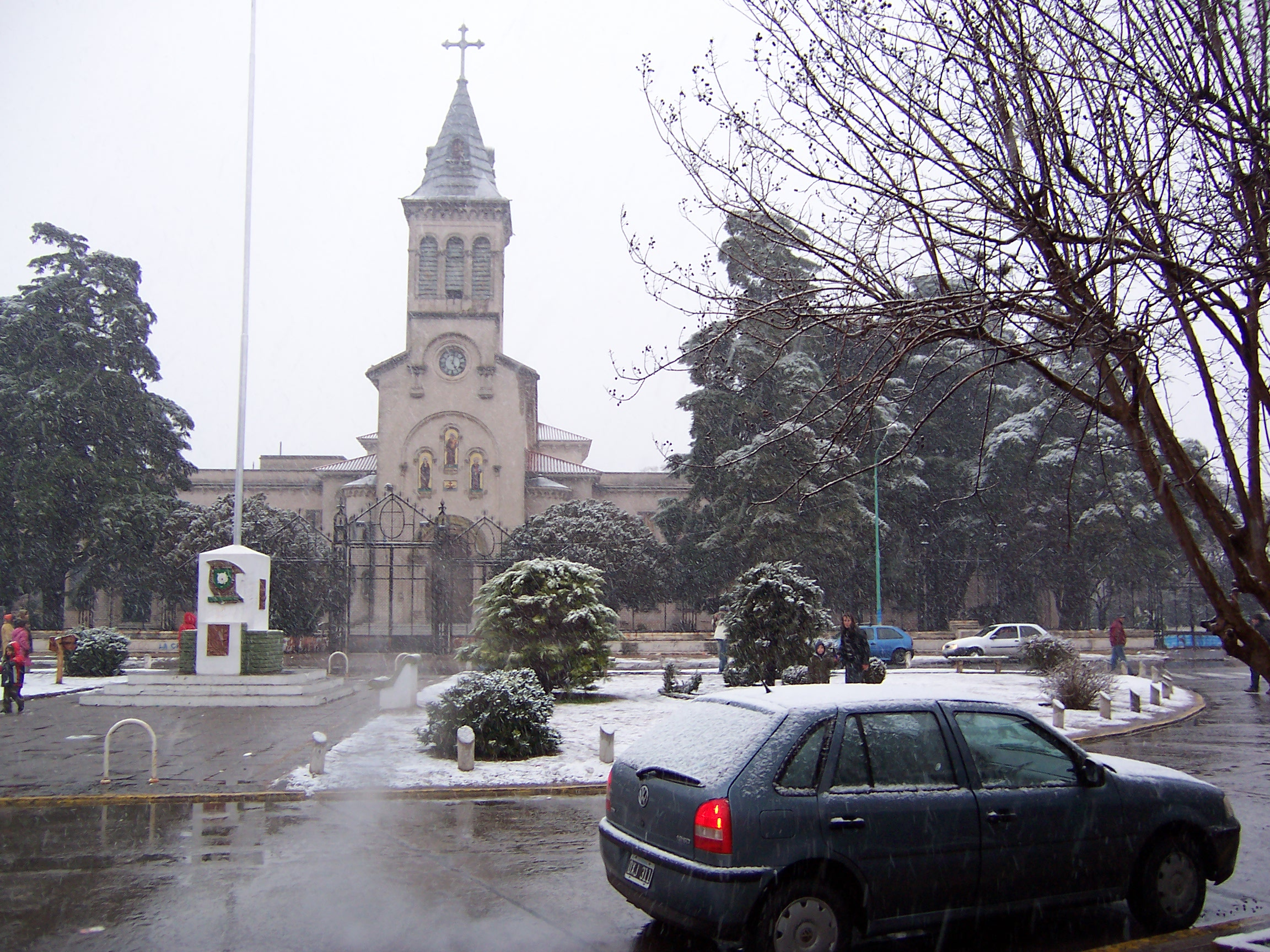
Iglesia San Antonio de Padua – kościół poświęcony św. Antoniemu z Padwy